# 传统

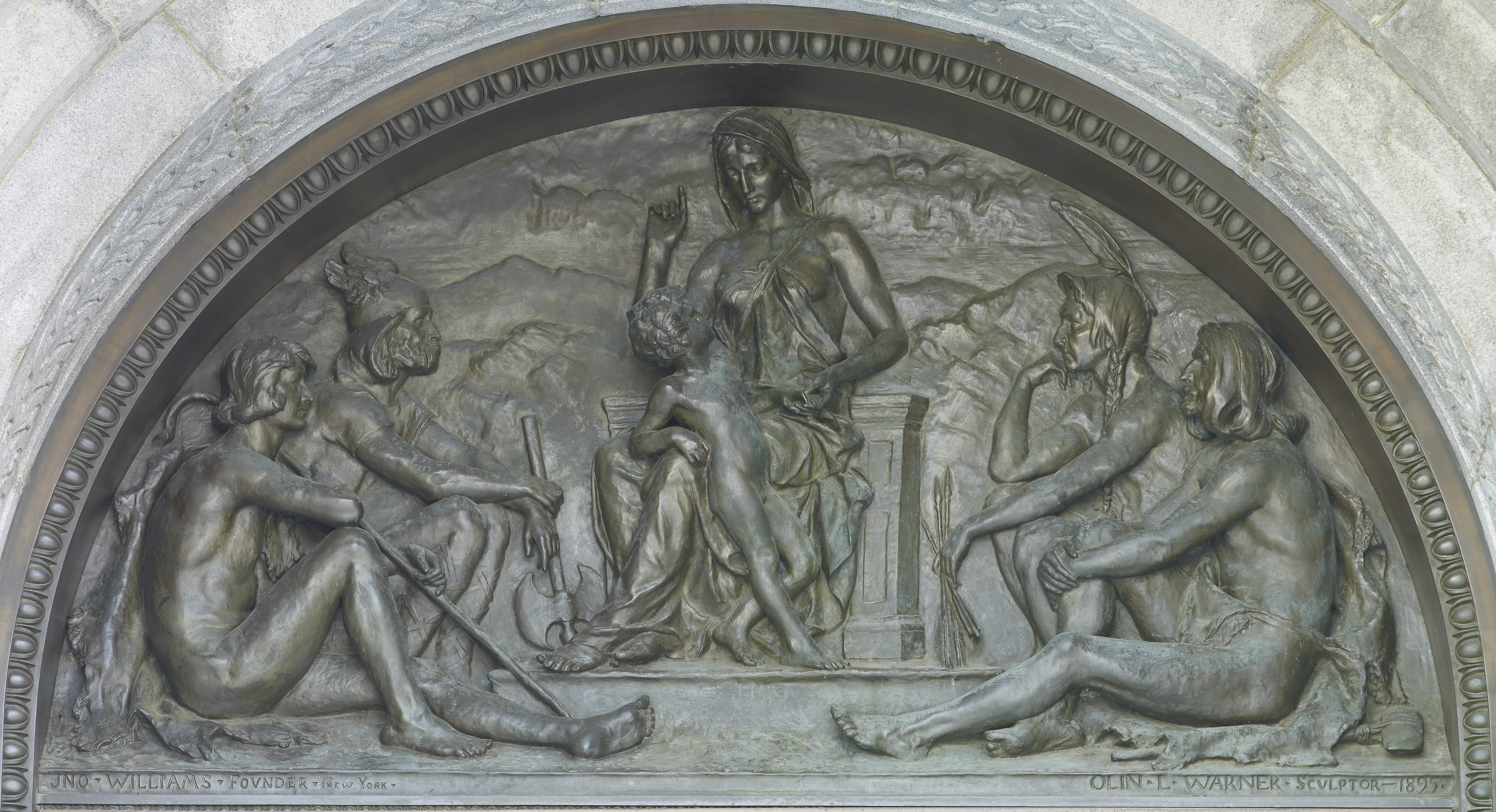
奥林·李维·华纳《传统》（1895）国会图书馆汤马斯·杰弗逊大楼正门上方的青铜龛楣，华盛顿特区

傳統（英語：Tradition）是在一個群體或社會中傳承下來的具有象徵意義或特殊意義的信仰或行為（民間習俗），起源於過去。 民間傳說的一個組成部分，常見的例子包括節慶或不切實際但具有社會意義的衣服（如律師的假髮或軍官的馬刺），但這個想法也被應用於社會規範，如問候。傳統可以持續和演變數千年—「Tradition」一詞源自拉丁語tradere，其字面意思是傳播、交出、給予以保管等，以及traditio，其字面意思是移交、交付、傳統等。雖然人們普遍認為傳統有著悠久的歷史，但許多傳統是在很短的時間內有意發明的，無論是政治上的還是文化上的。各種學科也以各種方式使用這個詞。
短語“根據傳統”或“按傳統”通常意味著所遵循的任何資訊只能透過口述傳統得知，但沒有實體文件、實體人工製品或其他有品質的支持證據（也許可能會被反駁）。傳統用於表示正在討論的一條資訊的品質。例如，“根據傳統，荷馬出生在希俄斯，但歷史上許多其他地方都聲稱他是他們的。”這種傳統可能永遠不會被證實或被證偽。在另一個例子中，“按照傳統，亞瑟王是一位真正的英國國王，他啟發了許多深受喜愛的故事。”無論它們是否被記錄為事實，都不會降低它們作為文化歷史和文學的價值。
傳統是多個學術領域的研究課題，尤其是在民俗學、人類學、考古學和生物學等社會科學相關領域。
傳統的概念，作為堅守過去的概念，也出現在政治和哲學話語中。例如，它是古典保守主義政治概念的基礎，也是包括傳統天主教派（英語：Traditionalist Catholicism ）在內的許多世界宗教的分支。在藝術語境中，傳統被用來決定一種藝術形式的正確展示。例如，在傳統流派（如傳統舞蹈）的表演中，遵守規定藝術形式應如何構成的準則比表演者自己的喜好更為重要。許多因素會加劇傳統的喪失，包括工業化、全球化以及特定文化群體的同化或邊緣化。對此，世界上許多國家現在都開始了傳統保護的嘗試，主要集中在傳統語言等方面。傳統通常與現代性目標形成對比，應與習俗、慣例（英語：conventions）、法律、社會規範、規則和類似概念區分開來。
傳統描述了行動、信念和信仰等模式的傳遞。
社會群體由此成為一種文化或亞文化。那些與本能不同，不是天生的行為和行動模式將被傳遞。這包括簡單的行為模式（例如工具的使用）或複雜的行為模式（例如語言）。遵循傳統的能力以及文化教育的基礎從烏鴉或黑猩猩等動物開始，在人類文化教育領域可以達到廣泛的宗教道德、政治、科學或經濟體系，這些體系已經透過複雜的教育體系加以實現。傳統可以成為一種文化資產。
传统指历史沿传而来的思想、道德、风俗、艺术、制度等。傳統文化就是文明演化而彙集成的一種反映民族特質和風貌的民族文化，是民族歷史上各種思想文化、觀念形態的總體表徵。英文的（传统）一词源自拉丁语的「Traditio」，为「传承」之意。它有下列含义：
1. 代代相传的习俗、信仰，多以口授为主。
2. 風俗、习惯。
3. 由各种宗教活动构成的宗教派别（教派），或具有共同的历史、文化、习俗和基本教义，如伊斯兰教苏非派、基督教路德教会。

世界各地，各民族都有自己的傳統文化；而尊重傳統也是普世價值之一。中國的傳統文化以儒家為內核，還有道教、佛教等文化形態，包括：古文、詩、詞、曲、賦、民族音樂、民族戲劇、曲藝、國畫、書法、對聯、燈謎、射覆、酒令、歇後語等

## 传统文化对外影响力最大的当代国家
传统文化指一国基于前工业文明时代、工业文明早期形成的社会道德体系、文学文艺系统、建筑工程群落、生产工具改进等的集合体。对外影响力包括一国传统文化以文化产业形势向他国输出的规模与效益，同时包括一国传统文化对他国生活方式、社会道德、经济生活的渗透能力。以下数据根据联合国教科文组织2013年公布的统计资料整理而成。

括号内，为一国传统文化对外影响力指数，数值越大，影响力越大：
- 影响力极大：法国（83）
- 影响力大：意大利（62）、希腊（61）
- 影响力较大：埃及（56）、日本（55）、英国（53）、中国（53）、土耳其（50）、俄罗斯（50）

注：
- 希腊——1990年代以后，在维护本国古典建筑群落、文艺作品方面投入的资金占财政支出比重最大的国家。

## 外部連結
- 永隆民間藝術-傳統藝術[永久]
- 概念解碼﹕傳統 tradition[永久]